# War on women
War on women (Guerra às mulheres) é um slogan na política dos Estados Unidos usado para descrever certas políticas e legislações do Partido Republicano como um esforço em larga escala para restringir os direitos das mulheres, especialmente os direitos reprodutivos. Democratas proeminentes como Alexandria Ocasio-Cortez, Nancy Pelosi e Barbara Boxer, bem como feministas, usaram a frase para criticar os proponentes dessas leis por tentarem forçar suas visões sociais e religiosas sobre as mulheres por meio de legislação. O slogan tem sido usado para descrever as políticas republicanas em áreas como acesso a serviços de saúde reprodutiva, particularmente controle de natalidade e serviços de aborto; a definição de estupro para fins de financiamento público do aborto; o julgamento da violência criminal contra a mulher e discriminação no local de trabalho contra mulheres.

## Desenvolvimento do termo
Em 1989, a feminista radical Andrea Dworkin [38] escreveu em um livro a introdução sobre a "guerra contra as mulheres" e, em 1997, ela coletou esse e outros escritos em  "Life and Death" (Vida e Morte), cujo subtítulo era  "Unapologetic Writings on the Continuing War Against Women" (Escritos sem remorso sobre a contínua guerra contra as mulheres).
Nas eleições de meio de mandato de 2010, o Partido Republicano (GOP) ganhou a maioria na Câmara dos Representantes. Em 4 de janeiro de 2011, um dia após a reunião do Congresso, Kaili Joy Gray escreveu um artigo de opinião intitulado "The Coming War on Women". No artigo, ela delineou muitas das medidas que os republicanos pretendiam aprovar na Câmara dos Representantes, incluindo leis de pessoalidade para restringir direitos a não heterossexuais, leis de sensação de dor fetal e o esforço para desfazer a Paternidade planejada. A representante da Flórida e presidente do Comitê Nacional Democrata, Debbie Wasserman Schultz, começou a usar o termo "guerra contra as mulheres" em março de 2011.